# حبيب سيد
حبيب سيد هو منافس ألعاب قوى أفغاني، ولد في 18 ديسمبر 1936.

## وصلات خارجية
- حبيب سيد على موقع الاتحاد الدولي لألعاب القوى (الإنجليزية)
- حبيب سيد على موقع أوليمبيديا (الإنجليزية)